# Дитер IV Кемерер фон Вормс
Дитер IV Кемерер фон Вормс (на немски: Dieter IV. Kämmerer von Worms; * ок. 1385; † 12 март 1458 или 12 март 1453) от рицарската фамилия „Кемерер фон Вормс“ е висш чиновник на Курфюрство Майнц.
Той е син на Дитер II Кемерер фон Вормс († 23 септември 1398), кмет на град Вормс (1387 г.) и съпругата му за Гуда Ландшад фон Щайнах († 16 септември 1403), дъщеря на Конрад I Ландшад фон Щайнах († 1377) и Маргарета фон Хиршхорн († 1393). Внук е на Дитер I Кемерер фон Вормс († 23 юли 1371) и Катарина фон Шарфенщайн († 8 юли 1351).
Дитер IV Кемерер фон Вормс е споменат от 1404 г. През 1420 г. той е бургграф на Щаркенбург. През 1425 – 1431 г. той е вицедом на Ашафенбург за архиепископа на Майнц и курфюрст в Ашафенбург.
Дитер IV Кемерер фон Вормс поема опекунството над непълнолетните деца на братовчед му Йохан XVII Кемерер фон Вормс († 2 юли 1431, убит в битка при Булгневил).
На 31 август 1440 г. той и втората му съпруга Казула даряват олтар в църквата „Св. Мартин“ Вормс за душите на умрелите им предшественици.

## Фамилия
Дитер IV Кемерер фон Вормс се жени три пъти.
През 1412 г. Дитер IV Кемерер фон Вормс се жени за Ида († 1439), дъщеря на Петер III Кемерер фон Вормс. Те имат син:
- Адам I († 18 декември 1463), женен 1433 г. за Кунигунда Байер фон Бопард († 21 март 1476); след смъртта му тя става монахиня и абатиса в манастир Мариенберг при Бопард[8]

През 1440 г. Дитер IV Кемерер фон Вормс се жени втори път за Казула фон Уденхайм († 13 август 1448), дъщеря на Херман и Казула фон Уденхайм.
Около 1450 г. Дитер IV Кемерер фон Вормс се жени трети път за Маргарета фон Хирцберг († 4 декември 1463), вдовица на Йохан XVI Кемерер фон Вормс, дъщеря на Бернхард фон Хирцберг.
Други негови деца:
- Дитер († 15 март 1430?), женен за Маргарета фон Хирцберг († 4 декември 1463)
- Йохан († 13 юли или 14 август 1432 или 1465)